# Андрейчин Андрій Михайлович

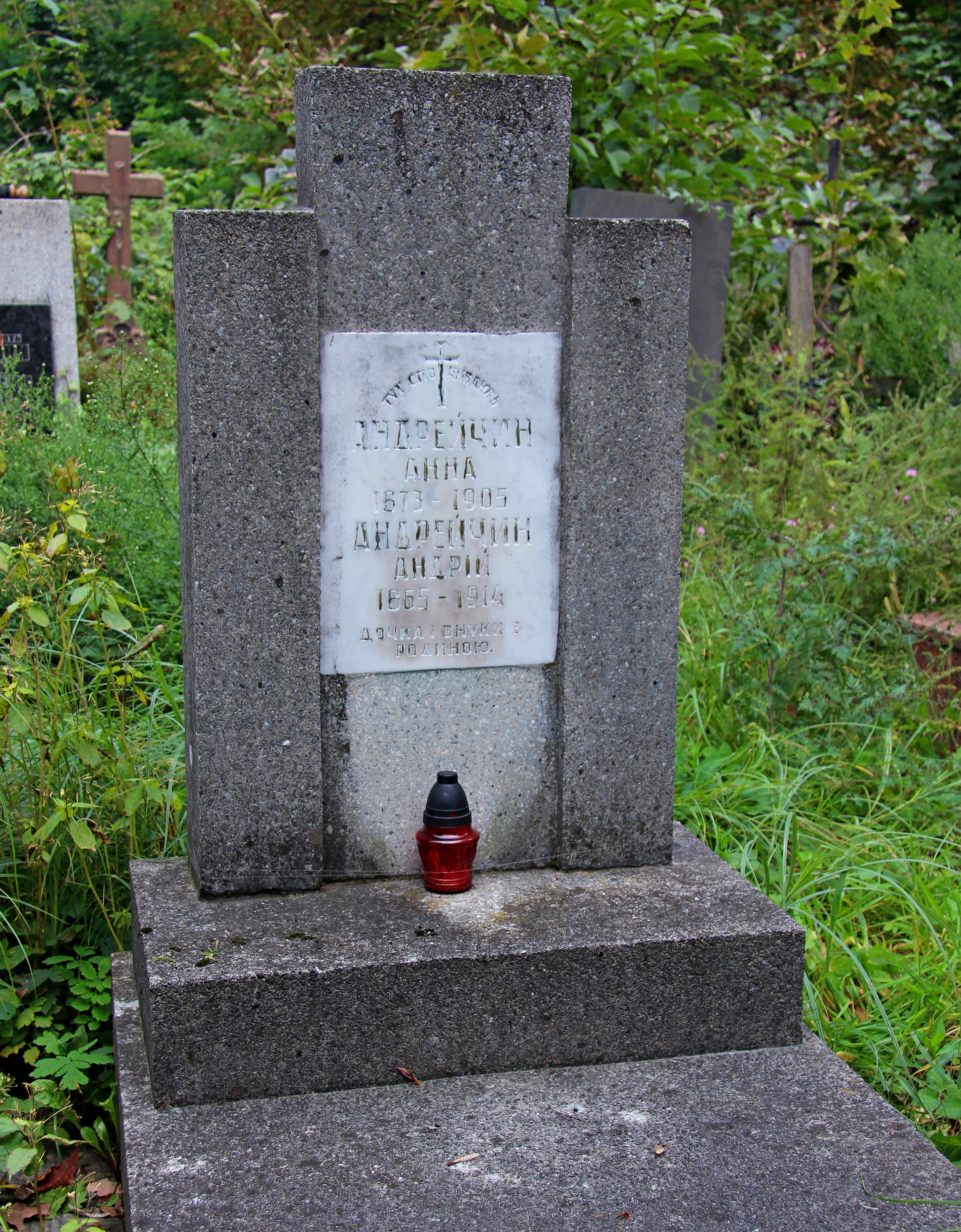

Андрій Михайлович Андрейчин (2 вересня 1865, с. Устя Руське Горлицького повіту, тепер Польща — 4 січня 1914, Львів) — відомий друкар-літограф, художник-гравер, видавець та громадсько-культурний діяч західноукраїнських земель.

## Життєпис
Закінчив школу в Горлицях і вступив до гімназії у Новому Санчі.
У 1879 р. подався пішки до Києва, де завдяки сприянню друкаря Григорія Корчака-Новицького вступив у Рисувальну школу М. Мурашка.
У 1881 р. повернувся до Львова, працював у майстерні вивісок, а також у літографії Львівського промислового товариства. Одночасно закінчив Художньо-промислову школу.
1886 р. призваний на військову службу, два роки працював у літографії при Краківській корпусній команді.
З 1889 р. повертається до Львова у літографію А. Пришляка, а в 1893 р. відкриває власну літографію фірми «Андрейчин», що стала основним видавцем мистецької та музичної літератури.
Похований на полі № 9 Янівського цвинтаря у Львові.

## Діяльність
На Крайовій виставці 1894 р. А. Андрейчин одержав бронзову медаль за літографічні роботи. Тісно співпрацював з Науковим Товариством імені Т. Шевченка, Львівським університетом, видавництвами. Видав «Вишивки східної Галичини» (1895), «Українські монограми для вишивки хрестиком та гаптом» (1896), «Писанки» (1886). Створив гравюри і видав серію з 25 портретів київських і галицьких князів, козацьких гетьманів художника А. Тимоховського. Спільно з Г. Величком виготовив та видав «Етнографічну карту Руси-України».

## Літографічна робітня
Отримавши свідоцтва про закінчення фахової освіти 1893 р. (що давало право на створення самостійного підприємства), А. Андрейчин відкрив у Львові власну літографію (спочатку у спілці з К. Піллером, згодом з фірмою «Піллер-Найман»). Назбиравши трохи грошей, він придбав для літографії високотехнологічне обладнання і почав виготовляти у Львові (незважаючи на велику конкуренцію) якісну та завжди вчасно готову продукцію, завдяки чому літографія здобула визнання, а сам А. Андрейчин — популярність.
Із літографічної робітні (в ній працювало до 18 осіб) виходила у світ різноманітна продукція: книжки, репродукції з різножанрових картин відомих українських художників, оригінальні твори, що ілюстрували наукові праці, картини на історичну тематику, альбоми. Чимало праць, які сходили з «каменів» літографії стосувалось музикалій: ноти солоспівів і хорових творів, оркестрові партитури. Водночас А. Андрейчин друкував кольорові афіші, плани міст, альманахи, календарі. Від початку, однак, чи не найбільше він орієнтувався (це тривало до Першої світової війни) на малі літографічні форми: поштівки, візитівки, нагородні листи, запрошення, бланки, грамоти, програми зібрань, лотерейні та інші «білети», оголошення тощо. Друкував вишивки, багатоколірні карти. Загалом літограф А. Андрейчин чи не основний акцент робить на національну, українськомовну продукцію.
Літографічна робітня А. Андрейчина діяла 46 років. Він очолював її у 1893—1914 рр., а в 1914—1939 рр. — його син Володимир (1893—1947).